# Microtis densiflora
Microtis densiflora är en orkidéart som först beskrevs av George Bentham, och fick sitt nu gällande namn av Mark Alwin Clements. Microtis densiflora ingår i släktet Microtis och familjen orkidéer. Inga underarter finns listade i Catalogue of Life.